# Karol Kenar
Karol Kenar (ur. 1 lutego 1919, zm. 26 listopada 1995) – polski pracownik związany z Sanokiem, działacz społeczny.

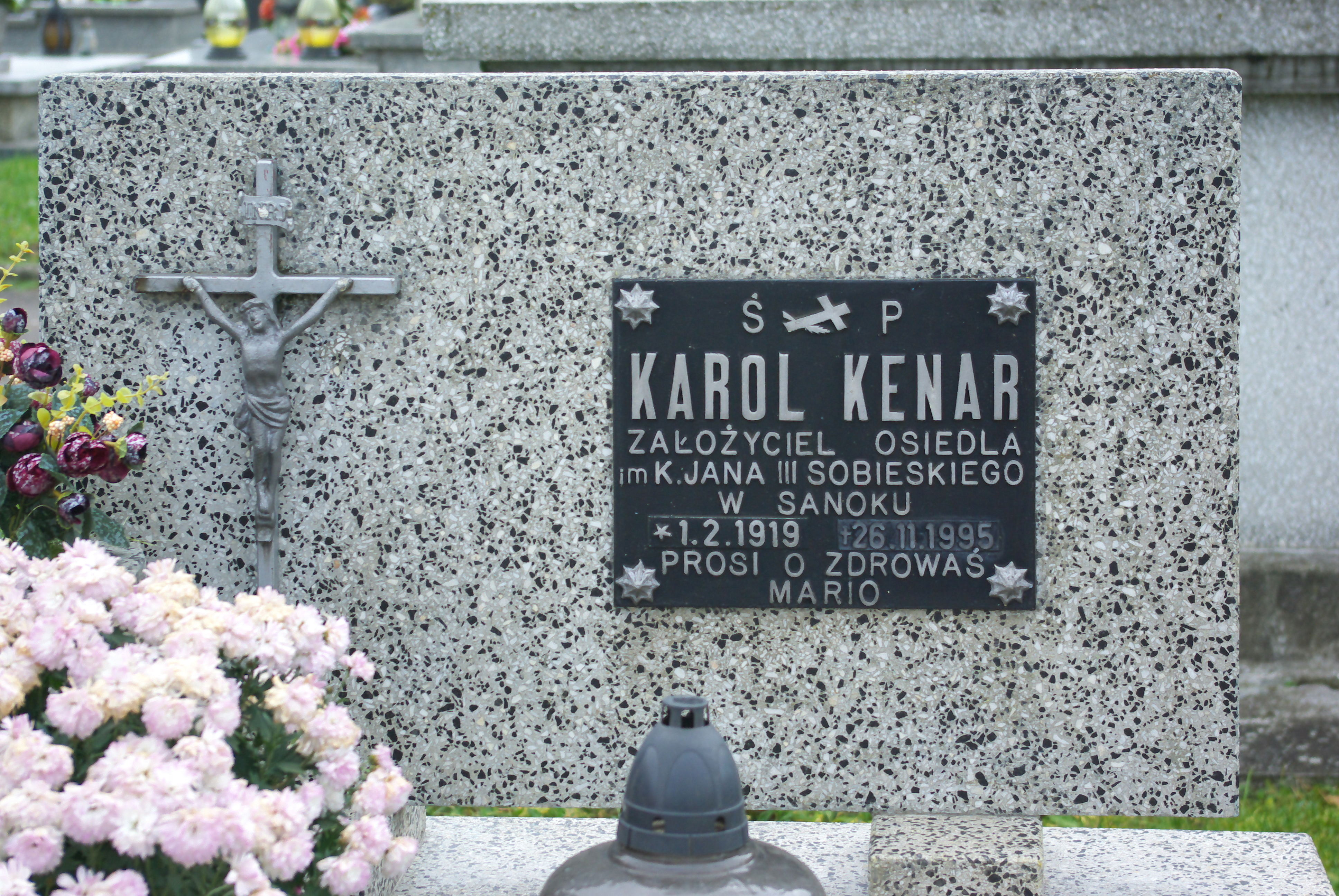
Nagrobek Karola Kenara

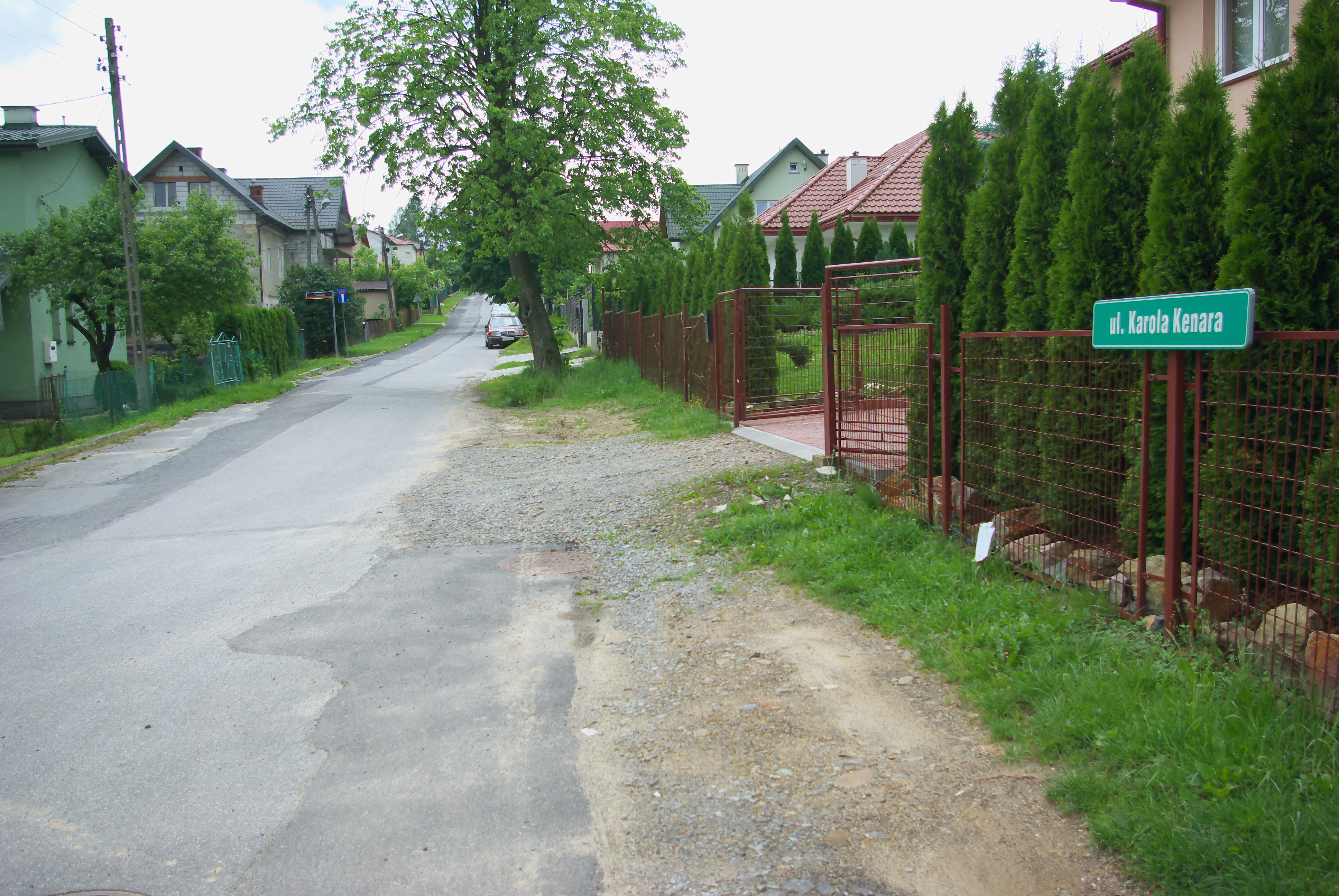
Ulica Karola Kenara w Sanoku

## Życiorys
Karol Kenar urodził się 1 lutego 1919 jako syn Wiktora. W pierwszej połowie 1939 roku został zatrudniony w warsztatach lotniczych w Krośnie. Po wybuchu II wojny światowej i nastaniu okupacji niemieckiej wraz z innymi pracownikami był internowany przez Niemców w barakach na terenie miejsca pracy i pracował na rzecz przejętej przez władze III Rzeszy fabryki do 1944. Wobec zbliżającego się frontu wschodniego i decyzji Niemców o ewakuacji załogi warsztatów na Zachód, pracownicy zostali wywiezieni, zaś Karol Kenar zdołał uciec z transportu w rejonie Jasła.
Po zakończeniu wojny został zatrudniony w przemyśle górniczym. Ukończył dwuletnie kształcenie w specjalizacji mistrza maszynowego w Śląskich Zakładach Techniczno-Naukowych w Katowicach. W 1948 podjął pracę w fabryce Sanowag (późniejsza Sanocka Fabryka Autobusów „Autosan”) w Sanoku. Był wyróżniany za wydajność pracy. Pracował na stanowiskach głównego mechanika Sanowagu, zastępcy kierownika inwestycji, w latach 70. był kierownikiem zmianowym narzędziowni w oddziale Autosanu w podsanockim Zasławiu. Był racjonalizatorem, sprawował stanowisko przewodniczącego Klubu Techniki i Racjonalizacji w fabryce. Obok pracy zakładowej zaangażował się w działalność społeczną, w szczególności ukierunkowanej na poprawę warunków socjalnych i bytowych pracowników fabryki. Był jednym z pomysłodawców powstania przystani nad Sanen, inicjatorem budowy bloków mieszkalnych przy ulicy Kazimierza Lipińskiego w Sanoku. Przyczynił się do uruchomienia radiowęzła w fabryce oraz utworzenia kina w Zakładowym Domu Kultury (były Dom Robotniczy). W wyniku idei Karola Kenara w 1957 powstało Spółdzielcze Zrzeszenie Domków Jednorodzinnych, od 1958 tworzące osiedle położone w dzielnicy Zatorze przy ulicy Warzywnej, na którym sam Kenar mieszkał i na którym osiedlały się rodziny pracowników fabryki Autosan (do 1978 było 73 rodziny). Osiedle nazwane imieniem Króla Jana III Sobieskiego, a potocznie na cześć inicjatora było określane jako „Kenarówka”. W jego domu funkcjonował Komitet Osiedlowy i biblioteka, którą prowadził. Był inicjatorem powstawania na osiedlu dróg, oświetlenia ulicznego, doprowadzenia wody, gazyfikacji, kanalizacji, sadzenia zieleni i drzew, włączenia linii telefonicznej, budowy placu zabaw.
Był radnym Miejskiej Rady Narodowej (MRN) w Sanoku; wybrany w 1954, 1958 (zasiadł w Komisji Budownictwa i Gospodarki Komunalnej), 1984 (zasiadł w Komisji Spraw Samorządu Mieszkańców). Podczas stanu wojennego został członkiem Tymczasowej Miejskiej Rady Patriotycznego Ruchu Odrodzenia Narodowego (PRON) w Sanoku, a 29 marca 1983 został wybrany delegatem na I Zjazd Wojewódzki PRON. Był działaczem bezpartyjnym. Pełnił funkcję przewodniczącego komitetu blokowego nr 15.
W lutym 1979 został laureatem konkursu-plebiscytu „Postawy” organizowanego przez Rozgłośnię Polskiego Radia Rzeszów i dziennika „Nowiny”.
Karol Kenar odszedł na emeryturę w czerwcu 1979. Zmarł 26 listopada 1995. Został pochowany na Cmentarzu Centralnym w Sanoku. Z żoną miał syna Tadeusza (ur. 1947, nauczyciel).
Na obszarze sanockiej dzielnicy Zatorze w rejonie osiedla zainicjowanego przez Karola Kenara jedna z ulic została nazwana jego imieniem.

## Odznaczenia i wyróżnienia
- Złoty Krzyż Zasługi
- Srebrny Krzyż Zasługi (1954, uchwałą Rady Państwa z 24 kwietnia 1954 za zasługi w pracy zawodowej w dziedzinie przemysłu maszynowego)[14]
- Medal 40-lecia Polski Ludowej (1985)[15]
- Złota Odznaka „Za zasługi dla rozwoju przemysłu maszynowego” (1976)[16]
- Odznaka „Zasłużony dla Sanoka” (1978)[17]
- Odznaka „Zasłużony dla Sanockiej Fabryki Autobusów” (1979)[18]
- Odznaka honorowa „Zasłużony dla Województwa Rzeszowskiego” (1975)[19]
- Odznaka „Zasłużony dla Województwa Krośnieńskiego” (1983)[20]
- Wpis do „Księgi zasłużonych dla województwa krośnieńskiego” (1987)[21]
- Wpis do „Księgi zasłużonych dla województwa krośnieńskiego” (1987)[22][3]
- Odznaka honorowa „Zasłużony dla Województwa Krośnieńskiego” I stopnia (1988)[23]
- Odznaczenia związkowe
- Wyróżnienie dla działacza komitetu blokowego (1969)[24]
- „Jubileuszowy Adres” (1984)[25]